# Pallacanestro ai Giochi della XXXIII Olimpiade - Torneo 3x3 maschile
Il torneo 3x3 maschile di pallacanestro ai Giochi della XXXIII Olimpiade di Parigi si è svolto dal 30 luglio al 5 agosto 2024 presso Place de la Concorde.
I Paesi Bassi hanno battuto la Francia 18 a 17, aggiudicandosi rispettivamente la medaglia d'oro e d'argento. La Lituania, invece, battendo la Lettonia, si è aggiudicata la medaglia di bronzo.

## Qualificazioni
Al torneo hanno preso parte otto squadre, per le quali ogni CON ha inviato tre giocatori più una riserva. Il processo di qualificazione è stato suddiviso in quattro fasi, delle quali una basata sul ranking mondiale stilato dalla FIBA e altre tre rappresentate da tornei di qualificazione:
- Con la prima fase sono state assegnate tre quote Paese alle nazionali con il miglior posizionamento nella classifica mondiale stilata dalla FIBA il 1º novembre 2023. Tuttavia, non più di due nazionali dallo stesso continente possono qualificarsi in questa fase. Inoltre,  una quota Paese è stata garantita al Paese ospitante, la Francia, ma esclusivamente per uno dei due eventi previsti; la Francia ha selezionato la squadra femminile.
- La seconda e la terza fase constano di due tornei di qualificazione olimpica guidati dalla FIBA Universale, per ognuno dei quali viene conferita una quota Paese alla nazionale classificatasi al primo posto. A questi tornei prendono parte le 7 migliori nazioni non ancora classificate, sulla base del ranking mondiale FIBA, alla quale si aggiunge la nazione ospitante se non ha già assegnato la sua quota garantita.
- Con la quarta fase le migliori 16 nazionali, in base al ranking mondiale FIBA, inclusa la nazione che ha ospitato il torneo e il Paese ospitante i Giochi Olimpici se non ancora qualificati, rispettivamente Ungheria e Francia, prendono parte a un torneo preolimpico. Le prime tre migliori nazionali a concludere il torneo si assicurano un posto alle Olimpiadi.[5]

| Metodo di qualificazione                                  | Date              | Luogo      | Posti | Qualificate              |
| --------------------------------------------------------- | ----------------- | ---------- | ----- | ------------------------ |
| Paese ospitante                                           | N.D.              | N.D.       | 0     | N.D.                     |
| Ranking mondiale FIBA 3X3                                 | 1º novembre 2023  | N.D.       | 3     | Serbia Stati Uniti Cina  |
| Torneo I di qualificazione olimpica FIBA Universale 2024  | 12–14 aprile 2024 | Hong Kong  | 1     | Lettonia                 |
| Torneo II di qualificazione olimpica FIBA Universale 2024 | 3–5 maggio 2024   | Utsunomiya | 1     | Paesi Bassi              |
| Torneo preolimpico 2024                                   | 16–19 maggio 2024 | Debrecen   | 3     | Francia Lituania Polonia |
| Totale                                                    | Totale            | Totale     | 8     | 8                        |

## Programma
| G | Fase a gruppi | ¼ | Quarti | ½ | Semifinale | B | Finale per il bronzo | F | Finale per l'oro |

| 30 lug | 31 lug | 1° ago | 2 ago | 4 ago | 4 ago | 5 ago | 5 ago | 5 ago |
| ------ | ------ | ------ | ----- | ----- | ----- | ----- | ----- | ----- |
| G      | G      | G      | G     | G     | ¼     | ½     | B     | F     |
| Fonte: |        |        |       |       |       |       |       |       |

### Formato di gara
Le otto squadre partecipanti disputano un girone all'italiana. Le prime due classificate accedono direttamente alle semifinali, mentre le squadre classificate dal 3º al 6º posto accedono ai quarti di finale. Inoltre, una squadra ha due modalità differenti per vincere la partita: o raggiungendo per primi i 21 punti oppure ottenendo il punteggio più alto in dieci minuti di gioco.

## Rose delle squadre
| Nazionale   | Atleti           | Atleti              | Atleti              | Atleti           |
| ----------- | ---------------- | ------------------- | ------------------- | ---------------- |
| Serbia      | Marko Branković  | Strahinja Stojačić  | Dejan Majstorović   | Mihailo Vasić    |
| Stati Uniti | Jimmer Fredette  | Canyon Barry        | Kareem Maddox       | Dylan Travis     |
| Lituania    | Šarūnas Vingelis | Gintautas Matulis   | Aurelijus Pukelis   | Evaldas Džiaugys |
| Cina        | Zhang Ning       | Lu Wenbo            | Zhao Jiaren         | Zhu Yuanbo       |
| Paesi Bassi | Jan Driessen     | Dimeo van der Horst | Arvin Slagter       | Worthy de Jong   |
| Francia     | Lucas Dussoulier | Timothé Vergiat     | Jules Rambaut       | Franck Seguela   |
| Lettonia    | Nauris Miezis    | Kārlis Lasmanis     | Francis Lācis       | Zigmārs Raimo    |
| Polonia     | Filip Matczak    | Michał Sokołowski   | Przemysław Zamojski | Adrian Bogucki   |

## Arbitri
Di seguito gli arbitri selezionati durante il torneo.
- Shi Qirong
- Najib Chajiddine
- Edmond Ho
- Brigitta Csabai-Kaskötő
- Marek Maliszewski
- Vlad Ghizdareanu
- Jasmina Juras
- Kim Ga-in
- Eric Bertrand
- Markos Michaelides
- Deanna Jackson

## Fase a gruppi

### Gironi di qualificazione
| Pos | Squadra     | G | V | P | PF  | PS  | DP  | Qualificazione   |
| --- | ----------- | - | - | - | --- | --- | --- | ---------------- |
| 1   | Lettonia    | 7 | 7 | 0 | 147 | 103 | +44 | Semifinali       |
| 2   | Paesi Bassi | 7 | 5 | 2 | 133 | 112 | +21 | Semifinali       |
| 3   | Lituania    | 7 | 4 | 3 | 134 | 125 | +9  | Quarti di finale |
| 4   | Serbia      | 7 | 4 | 3 | 129 | 123 | +6  | Quarti di finale |
| 5   | Francia (H) | 7 | 3 | 4 | 131 | 132 | −1  | Quarti di finale |
| 6   | Polonia     | 7 | 2 | 5 | 116 | 139 | −23 | Quarti di finale |
| 7   | Stati Uniti | 7 | 2 | 5 | 116 | 138 | −22 |                  |
| 8   | Cina        | 7 | 1 | 6 | 107 | 141 | −34 |                  |

1. 1 2  Lituania 20–18 Serbia
2. 1 2  Stati Uniti 17–19 Polonia

### Risultati
Orario di Parigi (UTC+2).
| Arbitri: | Marek Maliszewski Jasmina Juras |

|          |       |           |
| Miezis 9 | Punti | Pukelis 8 |

| Arbitri: | Markos Michaelides Najib Chajiddine |

|         |       |           |
| Zhang 7 | Punti | De Jong 9 |

| Arbitri: | Brigitta Csabai-Kaskötő Vlad Ghizdareanu |

|                     |       |              |
| Bogucki, Zamojski 6 | Punti | Dussoulier 9 |

| Arbitri: | Vlad Ghizdareanu Edmond Ho |

|             |       |          |
| Branković 8 | Punti | Maddox 6 |

| Arbitri: | Brigitta Csabai-Kaskötő Deanna Jackson |

|            |       |           |
| Lasmanis 8 | Punti | De Jong 7 |

| Arbitri: | Markos Michaelides Dorothy Okatch |

|               |       |          |
| Majstorović 7 | Punti | Zhang 11 |

| Arbitri: | Edmond Ho Shi Qirong |

|                     |       |           |
| Džiaugys, Pukelis 7 | Punti | Rambaut 9 |

| Arbitri: | Jasmina Juras Vlad Ghizdareanu |

|                 |       |           |
| Barry, Travis 6 | Punti | Bogucki 7 |

| Arbitri: | Markos Michaelides Brigitta Csabai-Kaskötő |

|                          |       |             |
| Van der Horst, De Jong 8 | Punti | Branković 9 |

| Arbitri: | Deanna Jackson Jasmina Juras |

|         |       |         |
| Zhang 6 | Punti | Lācis 8 |

| Arbitri: | Markos Michaelides Deanna Jackson |

|             |       |           |
| Džiaugys 10 | Punti | Bogucki 6 |

| Arbitri: | Jasmina Juras Brigitta Csabai-Kaskötő |

|                 |       |              |
| van der Horst 8 | Punti | Dussoulier 6 |

| Arbitri: | Edmond Ho Najib Chajiddine |

|         |       |           |
| Barry 9 | Punti | Pukelis 7 |

| Arbitri: | Najib Chajiddine Vlad Ghizdareanu |

|         |       |            |
| Zhang 9 | Punti | Zamojski 9 |

| Arbitri: | Edmond Ho Marek Maliszewski |

|               |       |           |
| Majstorović 9 | Punti | Seguela 7 |

| Arbitri: | Najib Chajiddine Vlad Ghizdareanu |

|          |       |           |
| Barry 10 | Punti | Miezis 10 |

| Arbitri: | Marek Maliszewski Brigitta Csabai-Kaskötő |

|            |       |        |
| Džiaugys 9 | Punti | Zhao 6 |

| Arbitri: | Deanna Jackson Jasmina Juras |

|            |       |                                   |
| Zamojski 8 | Punti | Van der Horst, Slagter, De Jong 6 |

| Arbitri: | Deanna Jackson Jasmina Juras |

|           |       |           |
| De Jong 6 | Punti | Pukelis 7 |

| Arbitri: | Brigitta Csabai-Kaskötő Marek Maliszewski |

|            |       |           |
| Seguela 10 | Punti | Miezis 10 |

| Arbitri: | Shi Qirong Edmond Ho |

|           |       |          |
| Seguela 7 | Punti | Barry 16 |

| Arbitri: | Markos Michaelides Vlad Ghizdareanu |

|                   |       |               |
| Lācis, Lasmanis 8 | Punti | Majstorović 7 |

| Arbitri: | Edmond Ho Najib Chajiddine |

|               |       |           |
| Majstorović 7 | Punti | Bogucki 6 |

| Arbitri: | Kim Ga-in Vlad Ghizdareanu |

|        |       |          |
| Zhao 9 | Punti | Barry 14 |

| Arbitri: | Jasmina Juras Vlad Ghizdareanu |

|                       |       |         |
| Dussoulier, Rambaut 6 | Punti | Zhang 4 |

| Arbitri: | Brigitta Csabai-Kaskötő Edmond Ho |

|              |       |           |
| Sokołowski 6 | Punti | Miezis 13 |

| Arbitri: | Markos Michaelides Vlad Ghizdareanu |

|            |       |                |
| Pukelis 10 | Punti | Majstorović 10 |

| Arbitri: | Edmond Ho Jasmina Juras |

|                         |       |            |
| Barry, Maddox, Travis 2 | Punti | De Jong 11 |

## Fase a eliminazione diretta

### Tabellone
|  | Quarti di finale | Quarti di finale |          |    | Semifinale | Semifinale                |                           |  | Finale medaglia d'oro | Finale medaglia d'oro |
|  |                  |                  |          |    |            |                           |                           |  |                       |                       |
|  |                  |                  |          |    |            |                           |                           |  |                       |                       |
|  |                  |                  |          |    |            |                           |                           |  |                       |                       |
|  |                  |                  |          |    |            |                           |                           |  |                       |                       |
|  | 5 agosto         |                  |          |    |            |                           |                           |  |                       |                       |
|  |                  |                  |          |    |            |                           |                           |  |                       |                       |
|  | Lettonia         | 14               |          |    |            |                           |                           |  |                       |                       |
|  | Lettonia         | 14               | 4 agosto |    |            |                           |                           |  |                       |                       |
|  |                  |                  | Francia  | 21 |            |                           |                           |  |                       |                       |
|  | Serbia           | 19               | Francia  | 21 |            |                           |                           |  |                       |                       |
|  | Serbia           | 19               | 5 agosto |    |            |                           |                           |  |                       |                       |
|  | Francia          | 22               |          |    |            |                           |                           |  |                       |                       |
|  | Francia          | 22               | Francia  | 17 |            |                           |                           |  |                       |                       |
|  |                  |                  | Francia  | 17 |            |                           |                           |  |                       |                       |
|  |                  | Paesi Bassi (TS) | 18       |    |            |                           |                           |  |                       |                       |
|  |                  | Paesi Bassi (TS) | 18       |    |            |                           |                           |  |                       |                       |
|  | 5 agosto         |                  |          |    |            |                           |                           |  |                       |                       |
|  |                  |                  |          |    |            |                           |                           |  |                       |                       |
|  | Paesi Bassi      | 20               |          |    |            |                           |                           |  |                       |                       |
|  | Paesi Bassi      | 20               | 4 agosto |    |            |                           |                           |  |                       |                       |
|  |                  |                  | Lituania | 9  |            | Finale medaglia di bronzo | Finale medaglia di bronzo |  |                       |                       |
|  | Lituania         | 21               | Lituania | 9  |            | Finale medaglia di bronzo | Finale medaglia di bronzo |  |                       |                       |
|  | Lituania         | 21               | 5 agosto |    |            |                           |                           |  |                       |                       |
|  | Polonia          | 15               |          |    |            |                           |                           |  |                       |                       |
|  | Polonia          | 15               | Lettonia | 18 |            |                           |                           |  |                       |                       |
|  |                  |                  |          |    |            |                           |                           |  |                       |                       |
|  | Lituania         | 21               |          |    |            |                           |                           |  |                       |                       |
|  | Lituania         | 21               |          |    |            |                           |                           |  |                       |                       |

### Quarti di finale
| Arbitri: | Jasmina Juras Najib Chajiddine |

|                      |       |              |
| Džiaugys, Vingelis 9 | Punti | Sokołowski 7 |

| Arbitri: | Vlad Ghizdareanu Deanna Jackson |

|            |       |           |
| Stojačić 8 | Punti | Rambaut 8 |

### Semifinali
| Arbitri: | Markos Michaelides Deanna Jackson |

|           |       |           |
| De Jong 8 | Punti | Pukelis 4 |

| Arbitri: | Brigitta Csabai-Kaskötő Edmond Ho |

|             |       |              |
| Lasmanis 11 | Punti | Dussoulier 9 |

### Finale per la medaglia di bronzo
| Arbitri: | Markos Michaelides Deanna Jackson |

|            |       |            |
| Lasmanis 9 | Punti | Vingelis 9 |

### Finale per la medaglia d'oro
| Arbitri: | Vlad Ghizdareanu Jasmina Juras |

|                       |       |           |
| Dussoulier, Seguela 5 | Punti | De Jong 7 |

## Classifica finale
| Pos.    | Squadra     | PG | PV | PP | Rosa                                                                        |
| ------- | ----------- | -- | -- | -- | --------------------------------------------------------------------------- |
| Oro     | Paesi Bassi | 9  | 7  | 2  | Paesi Bassi 3×34 Driessen, 13 van der Horst, 44 Slagter, 54 de Jong, All. - |
| Argento | Francia     | 10 | 5  | 5  | Francia 3×30 Dussoulier, 3 Vergiat, 17 Rambaut, 21 Seguela, All. -          |
| Bronzo  | Lituania    | 10 | 6  | 4  | Template:Lituania maschile pallacanestro 3x3 olimpiadi 2024                 |
| 4       | Lettonia    | 9  | 7  | 2  | Lettonia 3×31 Miezis, 2 Lasmanis, 6 Lācis, 9 Raimo, All. -                  |
| 5       | Serbia      | 8  | 4  | 4  | Template:Serbia maschile pallacanestro 3x3 olimpiadi 2024                   |
| 6       | Polonia     | 8  | 2  | 6  | Polonia 3×32 Matczak, 3 Sokołowski, 8 Zamojski, 15 Bogucki, All. -          |
| 7       | Stati Uniti | 7  | 2  | 5  | Stati Uniti 3×35 Fredette, 6 Barry, 9 Maddox, 15 Travis, All. -             |
| 8       | Cina        | 7  | 1  | 6  | Template:Cina maschile pallacanestro 3x3 olimpiadi 2024                     |
| Fonte:  |             |    |    |    |                                                                             |

## Statistiche e premi

### Classifica degli atleti per punti
| Pos    | Atleta            | Punti |
| ------ | ----------------- | ----- |
| 1      | Kārlis Lasmanis   | 67    |
| 2      | Worthy de Jong    | 65    |
| 3      | Aurelijus Pukelis | 63    |
| 4      | Nauris Miezis     | 59    |
| 4      | Canyon Barry      | 59    |
| Fonte: |                   |       |

### Premi
| All-Star Team     | Fonte  |
| ----------------- | ------ |
| Worthy de Jong    | [ 28 ] |
| Lucas Dussoulier  | [ 28 ] |
| Aurelijus Pukelis | [ 28 ] |
| MVP               | [ 28 ] |
| Worthy de Jong    | [ 28 ] |